# Saint-Germain-Laval, Loire
Saint-Germain-Laval là một xã trong tỉnh Loire miền trung nước Pháp.
The North American explorer Daniel Greysolon, Sieur du Lhut was born in Saint-Germain-Laval.

## Geography
The commune is located 35 kilometers south of Roanne and 6 kilometers south of exit 5 of autoroute A72 (future A89) linking Clermont-Ferrand (85 km distant) to Saint-Étienne (62 km distant).